# Malaita Eagle Force
Die Malaita Eagle Force (MEF) ist eine militante Organisation aus der Insel Malaita in den Salomonen. Sie wurde Anfang der 2000er gebildet und breitete sich bald aus nach Honiara, der Hauptstadt der Salomonen.

## Geschichte
Die Miliz entstand während der Tension (Spannung) in den Salomonen, die vor allem auf Guadalcanal als Konflikte ausbrachen. Die Miliz hatte das Ziel, die Auswanderer von Malaita in Guadalcanal zu schützen, sowie den Besitz von Exilanten.
Der Sprecher der Bewegung war Andrew Nori und die Medienauftritte wurden als „The Eagles View Point“ betitelt.
Die Miliz kämpfte hauptsächlich gegen das Isatabu Freedom Movement und die Regierung der Salomonen. Zu den Anführern gehörte neben Andrew Nori auch Jimmy Rasta und Charles Dausabea.
1999 übernahm die MEF die Rolle einer Militärpolizei in Honiara. Im Juni 2000 stürzte die MEF unter der Führung von Nori den Premierminister Bartholomew Ulufa'alu. Sie fertigten aus den geläufigen Dauermarken, welche sie aus dem Postamt geplündert hatten, überdruckte Exemplare mit den Worten „Malaita Eagle Force“, um ihren Machtanspruch darzustellen. Diese Briefmarken wurden jedoch niemals offiziell benutzt, da die Malaita Eagle Force nach dem Townsville Peace Agreement am 15. Oktober 2000 bereits wieder entwaffnet wurde.